# Curtea de Apel Ploiești
Curtea de Apel Ploiești este una din cele 16 curți de apel din România. 
A fost înființată prin Legea nr. 92/1992 pentru organizarea judecătorească și funcționează efectiv începând cu data de 1 iulie 1993. În perioada 1 iulie 1993 – 1 mai 1996 Curtea de Apel Ploiești și-a desfășurat activitatea în incinta Tribunalului Prahova, iar începând cu data de 1 mai 1996 și în prezent funcționează în aripa de nord a Palatului Culturii din Ploiești, într-un spațiu pe care îl deține cu chirie de la Consiliul Județean Prahova.

## Competența teritorială
- județul Prahova
- județul Buzău
- județul Dâmbovița

## Secții
- Secția I Civilă
- Secția a II-a Civilă
- Secția de contencios administrativ și fiscal
- Secția penală și pentru cauze cu minori și de familie